# Sidney Olcott
Sidney Olcott, nascido John Sidney Allcott (Toronto, 20 de setembro de 1872 – Hollywood, 16 de dezembro de 1949)  foi um produtor, diretor, ator e roteirista de cinema canadense.

## Biografia
Nascido John Sidney Allcott em Toronto, ele se tornou um dos primeiros grandes diretores da indústria cinematográfica. Com o desejo de ser ator, o jovem Sidney Olcott foi para Nova York, onde trabalhou no teatro até 1904, quando atuou como ator de cinema no Biograph Studios.
Em 1907, Frank J. Marion e Samuel Long, com apoio financeiro de George Kleine, formaram uma nova empresa cinematográfica chamada Kalem Company e conseguiram atrair o cada vez mais bem-sucedido Olcott para longe da Biograph. Olcott recebeu uma oferta de dez dólares por filme e, de acordo com os termos do seu contrato, era obrigado a dirigir no mínimo um filme de um rolo, com cerca de mil pés, por semana. Depois de fazer uma série de filmes de muito sucesso para o estúdio Kalem, incluindo Ben Hur (1907) com sua dramática cena de corrida de bigas, e Dr. Jekyll e Mr. Hyde (1908).
Olcott se tornou presidente da empresa e foi recompensado com uma ação de seu capital. Em 1910, Olcott foi para a Irlanda, onde fez um filme chamado A Lad from Old Ireland. Ele faria mais de uma dúzia de filmes lá e, mais tarde, somente a eclosão da Primeira Guerra Mundial o impediu de prosseguir com seus planos de construir um estúdio permanente em Beaufort, no Condado de Kerry, na Irlanda. Os filmes irlandeses levaram-no a levar uma equipa para a Palestina em 1912 para fazer o primeiro filme de cinco rolos de sempre, intitulado Da Manjedoura à Cruz, a história da vida de Jesus.
O conceito do filme foi inicialmente alvo de muito ceticismo, mas quando apareceu nas telas, foi elogiado pelo público e pela crítica. Custando US$ 35.000 para ser produzido, From the Manger to the Cross rendeu à Kalem Company lucros de quase US$ 1 milhão, uma quantia impressionante em 1912. A indústria cinematográfica o aclamou como seu maior diretor e o filme influenciou a direção que muitos grandes cineastas tomariam, como DW Griffith e Cecil B. DeMille. Da Manjedoura à Cruz ainda é exibido hoje em dia para cineclubes e estudantes que estudam técnicas antigas de produção cinematográfica. Em 1998, o filme foi selecionado para o Registro Nacional de Filmes da Biblioteca do Congresso dos Estados Unidos.
Apesar de tornarem os donos do estúdio homens muito ricos, eles se recusaram a aumentar seu salário além dos US$ 150 por semana que ele ganhava na época. Dos enormes lucros obtidos por seus empregadores, o dividendo de Olcott sobre a única ação que eles lhe deram chegou a US$ 350. Como resultado, Olcott se demitiu e tirou um tempo de folga, fazendo apenas um filme ocasional até 1915, quando foi encorajado por Mary Pickford a se juntar a ela na Famous Players–Lasky, mais tarde Paramount Pictures. A Kalem Company nunca se recuperou do erro de perder Olcott e, alguns anos após sua saída, a operação foi adquirida pela Vitagraph Studios em 1916.

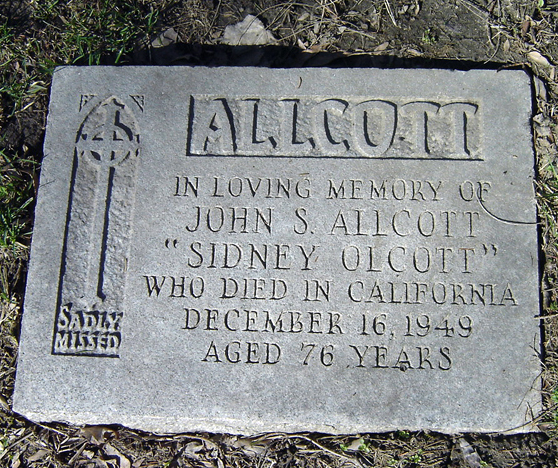
Túmulo de Olcott em Toronto, Ontário

Em 1915, Sidney Olcott dirigiu o filme de orientalismo Madame Butterfly. Olcott foi um membro fundador do capítulo da Costa Leste da Motion Picture Directors Association, precursora do atual Directors Guild of America, e mais tarde atuaria como seu presidente. Ele se casou com a atriz Valentine Grant, estrela de seu filme de 1916, The Innocent Lie.
Durante a Segunda Guerra Mundial, Olcott abriu sua casa para soldados da Comunidade Britânica em Los Angeles. Em seu livro intitulado Stardust and Shadows: Canadians in Early Hollywood, o escritor Charles Foster conta sobre esse período na vida de Olcott e como ele foi apresentado a muitos membros da comunidade canadense de Hollywood por meio dele. Olcott morreu em Hollywood, na Califórnia, na casa de seu amigo Robert Vignola, onde viveu após a morte de Valentine Grant. Desejando ser enterrado no Canadá, ele foi enterrado no cemitério Park Lawn em Toronto, na província de Ontário.

## Filmografia parcial

### 1907
- A Runaway Sleighbelle (1907)
- The Dog Snatcher (1907)
- Bowser's House Cleaning (1907)
- The Gentleman Farmer (1907)
- A Hobo Hero (1907)
- The Pony Express (1907)
- The New Hired Girl (1907)
- The Tenderfoot (1907)
- Off for the Day (1907)
- The Sea Wolf (1907)
- The Parson's Picnic (1907)
- The Book Agent (1907)
- A One Night Stand (1907)
- Who'll Do The Washing (1907)
- Peggy's Camping Party (1907)
- The Wooing of Miles Standish (1907)
- Nature Fakirs (1907)
- The Amateur Detective (1907)
- The Red Man's Way (1907)
- Chinese Slave Smuggling (1907)
- The Spring Gun (1907)
- Nathan Hale (1907)
- The Goldbrick (1907)
- It Was Mother-in-Law (1907)
- The Rival Motorists (1907)
- Bill Butt-in and the Burglar (1907)
- Troubles of a Tramp (1907)
- The Lost Mine (1907)
- Woman Cruel Woman (1907)
- A Dramatic Rhearsal (1907)
- School Days (1907)
- Ben Hur (1907)

### 1908
- Days of '61 (1908)
- Back to Farm (1908)
- Mountainers (1908)
- Dogs of Fashion (1908)
- Quack Doctors (1908)
- Under the Star Splanged Banner (1908)
- Evangeline (1908)
- The Stowanay (1908)
- College Days (1908)
- The Banan'Man (1908)
- Henry Hudson (1908)
- Way Down East (1908)
- Washington at Valley Forge (1908)
- The Scarlet Letter (1908)
- Captain Kid (1908)
- The Moonshiner's Daughter (1908)
- Night Riders (1908)
- The Under Dog (1908)
- Legend of Sleepy Hollow (1908)
- Kidnapped for Hate (1908)
- Dolly the Circus Queen (1908)
- The White Squaw Man (1908)
- The Man Hunt (1908)
- Enoch Arden (1908)
- Lady Audley's Secret (1908)
- Held by Bandits (1908)
- The Little Madcap (1908)
- Mrs Gunness, the Female Bluebeard (1908)
- Dynamite Man (1908)
- The Renegade (1908)
- The New Hired Girl (1908)
- A Gipsy Girl's Love (1908)
- The Walls of Sing Sing (1908)
- The Girl Nihilist (1908)
- Robin Hood (1908)
- The Frontiersman's Bride (1908)
- As You Like It (1908)
- The Great Yellowstone Park Hold Up (1908)
- The Old Sleuth Detective (1908)
- The Padrone (1908)
- The Mystery of the Bride in White (1908)
- The Girl I Left Behind Me (1908)
- Caught in the Web (1908)
- The Half Breed (1908)
- Jerusalem in the Time of Christ (1908)
- David and Goliath (1908)
- Fire at Sea (1908)
- Humpty Dumpty Circus (1908)
- The Railroad Detective (1908)
- Hannah Dustin (1908)
- A Ragged Hero (1908)
- Maggie, the Dock Rat (1908)
- For Love of Country (1908)
- The Molly Maguires (1908)
- Red Cloud (1908)
- Dr. Jekyll and Mr. Hyde (1908) starring Frank Oakes Rose.[8]

### 1909
- The Trail of the White Man (1909)
- A Florida Feud (1909)
- The Girl at the Old Mill (1909)
- The Octoroon (1909)
- The Detectives of the Italian Bureau (1909)
- The High Diver (1909)
- Sporting Days in the South (1909)
- The Making of a Champion Pugilist (1909)
- The New Minister (1909)
- The Old Soldier's Story (1909)
- The Seminomle's Vengeance (1909)
- The Crackers Bride (1909)
- Hungry Hank's Hallucination (1909)
- The Mysterious Double (1909)
- The Fish Pirates (1909)
- The Orange Grower's Daughter (1909)
- The Northern Schoolmaster (1909)
- The Artist and the Girl (1909)
- Love's Triumph (1909)
- Good for Evil (1909)
- The Girl Spy: An Incident of the Civil War (1909)
- A Poor Wife's Devotion (1909)
- A Pig in a Poke (1909)
- A Child of the Sea (1909)
- The Omnibus Taxiclub (1909)
- $5000 Reward (1909)
- The Little Angel of Roaring Springs (1909)
- The Mystic Swing (1909)
- A Priest of the Wilderness (1909)
- Mardi Gras in Havana (1909)
- The Japanese Invasion (1909)
- Famine in the Forest (1909)
- A Soldier of US Army (1909)
- The Escape from Andersonville (1909)
- The Tom-Boy (1909)
- Tickle Mary (1909)
- Factory Girl (1909)
- Traced by Kodak (1909)
- Out of Work (1909)
- The Queen of the Quarry (1909)
- The Conspirators - An Incident of a South American Revolution (1909)
- The Pay Car (1909)
- Hiram's Bride (1909)
- The Story of a Rose (1909)
- Winning a Diner (1909)
- The Winning Boat (1909)
- The Mystery of Sleeper Trunk (1909)
- The Hand Organ Man (1909)
- The Man and the Girl (1909)
- A Brother's Wrong (1909)
- The Girl Scout (1909)
- The Cattle Thieves (1909)
- Dora (1909)
- Pale Face's Wooing (1909)
- The Governor's Daughter (1909)
- Judgement (1909)
- The Geisha Who Saved Japan (1909)
- Rally 'Round the Flag (1909)
- The Law of the Mountains (1909)
- The Card Board Baby (1909)
- A Slave to Drink (1909)

### 1910
- The Deacon's Daughter (1910)
- The Romance of a Trained Nurse (1910)
- The Man Who Lost (1910)
- The Step-Mother (1910)
- The Confederate Spy (1910)
- The Feud (1910)
- The Fisherman's Granddaughter (1910)
- The Miser's Child (1910)
- The Girl Thief (1910)
- Her Soldier Sweetheart (1910)
- The Seminole's Trust (1910)
- The Girl and the Bandit (1910)
- The Further Adventures of the Girl Spy (1910)
- The Old Fiddler (1910)
- The Forager (1910)
- The Bravest Girl of the South (1910)
- The Sacred Turquoise of the Zuni (1910)
- The Love Romance of the Girl Spy (1910)
- The Egret Hunter (1910)
- Between Love and Duty (1910)
- The Aztec Sacrifice (1910)
- The Seminole Halfbreeds (1910)
- The Cliff Dwellers (1910)
- Friends (1910)
- The Castaways (1910)
- The Wanderers (1910)
- The Navajo's Bride (1910)
- The Miner's Sacrifice (1910)
- Grandmother (1910)
- A Daughter of Dixie (1910)
- A Colonial Belle (1910)
- The Perversity of Fate (1910)
- The Cow Puncher's Sweetheart (1910)
- Leap for Life (1910)
- The Conspiracy of Pontiac (1910)
- The Heart of Edna Leslie (1910)
- The Way of Life (1910)
- The Lad from Old Ireland (1910)
- Seth's Temptation (1910)
- The Little Spreewald Maiden (1910)
- When Lovers Part (1910)
- The Girl Spy Before Vicksburg (1910)
- The Stranger (1910)
- The Education of Elizabeth (1910)

### 1911
- For the Love of an Enemy (1911)
- The Secret of the Still (1911)
- Her Chum's Brother (1911)
- The Little Sister (1911)
- Grandmother's War Story (1911)
- The Open Road (1911)
- Sailor Jack's Reformation (1911)
- The Irish Honeymoon (1911)
- The Diver (1911)
- A War Time Escape (1911)
- A Sawmill Hero (1911)
- The Lass Who Couldn't Forget (1911)
- By a Woman's Wit (1911)
- In Old Florida (1911)
- The Fiddle's Requiem (1911)
- When the Dead Return (1911)
- The Carnival (1911)
- In Blossom Time (1911)
- Tangled Lives (1911)
- The Railroad Raiders of '62 (1911)
- The Little Soldier of '64 (1911)
- To the Aid of Stonewall Jackson (1911)
- Hubby's Day at Home (1911)
- The Colonel's Son (1911)
- The Romance of a Dixie Belle (1911)
- Special Messenger (1911)
- Rory O'More (1911)
- Losing to Win (1911)
- The Colleen Bawn (1911)
- The Fishermaid of Ballydavid (1911)
- Among the Irish Fisher Folk (1911)
- The Franciscan Friars of Killarney (1911)
- Arrah-na-Pogue (1911)

### 1912
- Driving Home the Cows (1912)
- A Southern Boy of '61 (1912)
- The O'Neill (1912)
- His Mother (1912)
- The O'Kalems Visit Killarney (1912)
- The Vagabonds (1912)
- Far From Erin's Isle (1912)
- You Remember Ellen (1912)
- A Visit to Madeira (1912)
- The Kalemites Visit Gibraltar (1912)
- Along the Mediterranean (1912)
- The Potters of the Nile (1912)
- American Tourists Abroad (1912)
- Egypt the Mysterious (1912)
- Egypt as it Was in the Time of Moses (1912)
- The Fighting Dervishes of the Desert (1912)
- Luxor Egypt (1912)
- Missionaries in Darkest Africa (1912)
- Making Photoplays in Egypt (1912)
- A Pet of the Cairo Zoo (1912)
- An Arabian Tragedy (1912)
- Captured by Bedouins (1912)
- Tragedy of the Desert (1912)
- Winning a Widow (1912)
- Egyptian Sports (1912)
- A Prisoner of the Harem (1912)
- Easter Celebration at Jerusalem (1912)
- Palestine (1912)
- From Jerusalem to the Dead Sea (1912)
- Down Through the Ages (1912)
- The Ancient Port of Jaffa (1912)
- Along the River Nile (1912)
- Ancient Temples of Egypt (1912)
- The Poacher's Pardon (1912)
- From the Manger To the Cross (1912)
- The Kerry Gow (1912)
- The Mayor From Ireland (1912)
- Conway, the Kerry Dancer (1912)
- Ireland, the Oppressed (1912)
- The Shaughraun (1912)

### 1913
- The Wives of Jamestown (1913)
- The Lady Peggy's Escape (1913)
- A Daughter of the Confederacy (1913)
- The Mystery of Pine Creek Camp (1913)
- When Men Hate (1913)
- In the Power of the Hypnotist (1913)
- In the Clutches of the Ku Klux Klan (1913)

### 1914
- For Ireland's Sake (1914)
- Come Back To Erin (1914)
- When Men Would Kill (1914)
- In the Hands of a Brute (1914)
- The Eye of the Government (1914)
- A Mother of Men (1914)
- The Idle Rich (1914)
- Tricking the Government (1914)
- The Little Rebel (1914)

### 1915
- The Moth and the Flame (1915)
- All For Old Ireland (1915)
- Bold Emmett Ireland's Martyr (1915)
- Seven Sisters (1915)
- The Irish in America (1915)
- Nan O' the Backwoods (1915)
- Madame Butterfly (1915)
- The Ghost of Twisted Oaks (1915)
- The Taint (1915)

### 1916
- Poor Little Peppina (1916)
- My Lady Incog (1916)
- Diplomacy (1916)
- The Innocent Lie (1916)
- The Smugglers (1916)
- The Daughter of MacGregor (1916)

### 1918
- The Belgian (1918)

### 1919
- Marriage for Convenience (1919)

### 1920
- Scratch My Back (1920)

### 1921
- The Right Way (1921)
- God's Country and the Law (1921)
- Pardon My French (1921)

### 1922
- Timothy's Quest (1922)[9]

### 1923
- The Green Goddess (1923)
- Little Old New York (1923)

### 1924
- The Humming Bird (1924)
- Monsieur Beaucaire (1924)
- The Only Woman (1924)

### 1925
- Salome of the Tenements (1925)
- The Charmer (1925)
- Not So Long Ago (1925)
- The Best People (1925)

### 1926
- The White Black Sheep (1926)
- Ranson's Folly (1926)
- The Amateur Gentleman (1926)

### 1927
- The Claw (1927)